# 欧也妮·葛朗台

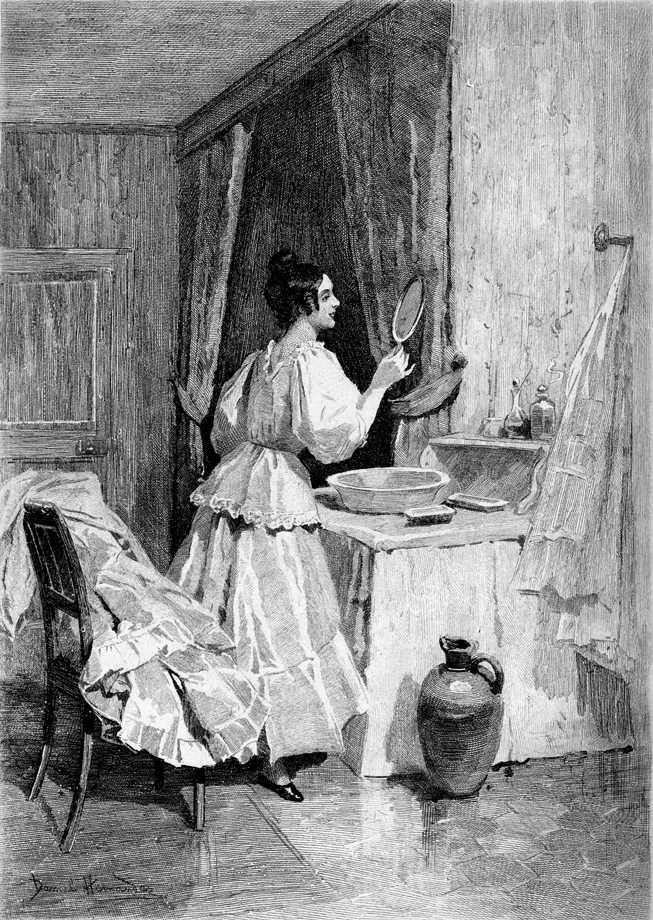

《歐也妮·葛朗台》（Eugénie Grandet），創作於1833年，作者是法國現實主義作家巴爾扎克，是巨著《人間喜劇》小說集中的一部代表作品，獲譽為「最出色的人物描寫之一」。在巴尔扎克的作品中，像《欧也妮·格朗台》這樣结构简洁、主题完整的作品，並不多見。

## 内容
小說描寫守財奴葛朗台的家庭生活，藉著葛朗台的貪婪與吝嗇，揭露了金錢所造成的人性毀滅、家庭破裂等悲劇。
法國大革命期間致富的守財奴葛朗台自私冷酷，他為了省錢，家裡整年不買蔬菜和肉，樓梯壞了也不修理，為斂財把女兒當成誘餌，引誘那些向女兒求婚的男子，以便從中牟利，毫不理會獨生女兒歐也妮·葛朗台的幸福；歐也妮溫柔善良，為了愛情而反抗父親的苛刻控制，葛朗台發現女兒把金幣送給破產落魄的堂弟查理，大發雷霆，氣得把她監禁起來，冬天沒有火取暖，只給冷水和劣質麵包。嚇得賢淑的母親從此一病不起。
1827年吝嗇鬼葛朗台在金錢追逐的狂慾中死去，留下1800萬法郎的遺產，歐也妮成了當地首富，人人向她求婚，卻痴心等待查理，然而卻被她的堂弟查理拋棄，只因為查理要去攀附豪門姻親。歐也妮得到查理負心的消息之後，一氣之下答應蓬風先生的求婚，她很慷慨，不僅幫查理的父親還了負債，還捐贈了許多錢給教會和學校，查理知道歐也妮有如此多金錢時追悔莫及。歐也妮在33歲上就成了寡婦，城裡人又開始追求這位有錢寡婦。

## 点评
《欧也妮·葛朗台》据说是其作者巴尔扎克与俄国贵妇韩斯卡夫人（後來成為他的妻子）热恋过程中的产物。初稿曾遙寄俄罗斯，中途竟未遗失。整部小說樸素有力，淺顯易懂，人物性格鮮明，尤其是守財奴葛朗台被刻畫得栩栩如生，在金钱主導下，老葛朗台时忧时喜，作者在塑造人物、描写环境、叙述故事等方面取得了惊人的成就，是巴尔扎克小说创作過程中的一次飞跃。老葛朗台也因此成為世界文學史上四大著名吝嗇鬼形象之一。